# Usage de l'anglais à Bruxelles
 (juillet 2021).
L'usage de l'anglais dans la région de Bruxelles et sa périphérie est un phénomène en hausse.

## Terminologie
Le terme « anglicisation », qui signifie remplacement d'une langue locale par l'anglais — de même que francisation signifie remplacement de la langue locale par le français — est impropre car on n'assiste pas à la transformation de la langue locale en une autre.

## Contexte d'anglicisation dans l'Union européenne
L'Union européenne peut être influencée par les politiques de Bruxelles. Dans le domaine universitaire, l’anglicisation en Europe réduit progressivement la place de la langue nationale ainsi que le place des deuxièmes grandes langues traditionnelles.
Comme l'Union européenne s'élargit et que s'établissent à Bruxelles davantage de fonctionnaires étrangers et de personnes travaillant dans le domaine international, des auteurs comme Robert Massart ou Annick Dabeye estiment, malgré cela, que l'anglais pourrait devenir la nouvelle lingua franca de la ville,.

## Ville de Bruxelles
Maintien de la langue française
Selon les conclusions de Rudi Janssens, il est erroné de croire que le français serait menacé, car selon ses recherches scientifiques, « le français est et reste la langue la plus importante. Pour un groupe important d'allophones, elle conforte sa position de seconde langue familiale et en tant que lingua franca, elle reste dominante dans l'usage public. L'augmentation de la diversité des origines joue certes aussi un rôle en faveur de l'anglais qui devient important mais dans une moindre mesure dans la vie publique que dans l'environnement du travail ».
Cette présence dominante du français à Bruxelles fait dire à un journaliste du Monde que ce serait le caractère français de Bruxelles qui empêche le français de s'effriter dans les institutions européennes.
L'immigration étrangère est allée de pair avec un exode urbain depuis Bruxelles en direction de la périphérie bruxelloise située en région flamande. C'est la raison pour laquelle, dans les communes périphériques, on observe la présence en nombre élevé et croissant d'une population allophone (surtout de langue française). Ceci démontrant à nouveau la croissance du français plutôt que de l'anglais.
Croissance de la langue anglaise
En même temps il y a bien plus de gens qui affirment parler un anglais satisfaisant, voire excellent, que de ceux qui ont la même prétention quant au néerlandais (respectivement 35 % contre 28 %). En l'an 2000, ils étaient encore à 33 % dans les deux cas. La connaissance du néerlandais a donc diminué, même si sur le marché du travail local il est plus utile de savoir parler cette langue que l'anglais[style à revoir].
L'anglais joue un rôle croissant dans la vie économique et culturelle et, en ce sens, il constitue une concurrence pour le français plutôt que pour le néerlandais qui depuis un certain temps ne remplit plus ces fonctions à Bruxelles.
Les personnes parlant comme langue maternelle le néerlandais (également en tant que deuxième langue), sont le plus souvent trilingues.